# Norrtälje (gemeente)
Norrtälje is een Zweedse gemeente in Uppland. De gemeente behoort tot de provincie Stockholms län. Ze heeft een totale oppervlakte van 5905,5 km² en telde 54.366 inwoners in 2004.

## Plaatsen
- Norrtälje (stad)
- Rimbo
- Hallstavik
- Älmsta
- Bergshamra (Norrtälje)
- Edsbro
- Svanberga
- Rånäs
- Herräng
- Spillersboda
- Grisslehamn
- Skebobruk
- Södersvik
- Östhamra
- Gräddö
- Söderby-Karl
- Riala
- Björnö en Björknäs
- Finsta
- Asplund
- Frihamra
- Ekebyholm
- Drottningdal en Näs
- Björkholmen en Bylet
- Backa en Björknäs
- Harg (Norrtälje)
- Blidö (plaats)
- Byle (Norrtälje)
- Baltora
- Furusund
- Abrahamsby
- Alby (Norrtälje)
- Gunnedet en Sjöändan
- Edebo
- Estuna en Västra Eka
- Paris (Norrtälje)
- Bro en Brotorp
- Harka (Norrtälje)
- Grovsta
- Gåsvik